# 江之翰
江之翰，陕西宁夏（今宁夏银川）人，是一名清朝政治人物。
江之翰曾于1729年接替褚菊书任宝山县知县一职，1730年由傅景奕接任。